# Камени Ујезд (Рокицани)
Камени Ујезд (чеш. Kamenný Újezd) је насељено мјесто са административним статусом сеоске општине (чеш. obec) у округу Рокицани, у Плзењском крају, Чешка Република.

## Становништво
Према подацима о броју становника из 2014. године насеље је имало 720 становника.